# Abror Atabayev
Abror Atabayev (ur. 2002) – uzbecki zapaśnik walczący w stylu klasycznym. Zajął piętnaste miejsce na mistrzostwach świata w 2022 roku. 
Triumfator mistrzostw Azji w 2023. Brązowy medalista igrzysk solidarności islamskiej w 2021. 
Mistrz Azji U-23 w 2022. Mistrz świata kadetów w 2018 i trzeci w 2019 roku.